# Wang Chi
Wang Chi (chinesisch 王赤, Pinyin Wáng Chì, * Februar 1967 in Shaoyang, Provinz Hunan) ist ein chinesischer Astrophysiker. Er ist seit dem 28. Dezember 2017 Direktor des Nationalen Zentrums für Weltraumwissenschaften der Chinesischen Akademie der Wissenschaften und seit August 2022 Chefwissenschaftler des Mondprogramms der Volksrepublik China.

## Jugend und Studium
Wang Chi wurde im Februar 1967 als zweiter Sohn von Wang Manqiu geboren, einem örtlichen Kader (处级干部) beim Wasserwirtschaftsamt Shaoyang, wo seine Mutter ebenfalls tätig war. Seine Familie stammt aus dem Dorf Niaoshuxia (鸟树下村) der damaligen Gemeinde Qijiang (七江乡) im Kreis Longhui der bezirksfreien Stadt Shaoyang. Als Wang Chi und sein Bruder noch klein waren, waren ihre Eltern beim Bau des Wasserkraftwerks Malin (麻林水电站) im Kreis Xinning von Shaoyang eingesetzt, eine arme Berggegend, wo die Geschwister nur eine kleine Dorfschule besuchen konnten. Nach dem Erwerb von Grundkenntnissen im Lesen und Schreiben wechselten sie an die Sanbating-Grundschule (三八亭小学) im Stadtbezirk Daxiang von Shaoyang. Wang Chi fiel schon früh durch überdurchschnittliche Leistungen auf und war oft Klassenbester. Auch am 2. Städtischen Gymnasium von Shaoyang zeigte er sehr gute Leistungen und wurde nach dem Abitur 1985 an der Fakultät für Geo- und Weltraumwissenschaften (地球和空间科学系) der Chinesischen Universität für Wissenschaft und Technik in Hefei aufgenommen,
seit 1959 eine Nationale Schwerpunkthochschule (全国重点大学) 
und bis heute eine der fünf besten Universitäten Chinas.
1989 erhielt er für seine hervorragenden Leistungen von der Universität ein Guo-Moruo-Stipendium.
Nach seinem Studienabschluss 1990 wechselte Wang Chi an das damalige Zentrum für Weltraumwissenschaften und angewandte Forschung in Peking, ein Campus des Graduiertenkollegs der Chinesischen Universität für Wissenschaft und Technik. Dort spezialisierte er sich auf Astrophysik und erwarb 1992 den Grad eines Diplomphysikers.

## MIT
1993 begab sich Wang Chi an das Massachusetts Institute of Technology, 
wo er am Center for Space Research (seit 2004 Kavli Institute for Astrophysics and Space Research) bei John W. Belcher Sonnenphysik studierte und 1998 mit einer Arbeit zur Wechselwirkung der Heliosphäre mit dem lokalen interstellaren Medium promovierte.
Nach der Promotion blieb Wang Chi am MIT, zunächst als Assistent von John Belcher, dem ursprünglichen Chefwissenschaftler (Principal Investigator) für das Plasma-Spektrometer an Bord von Voyager 2.
Zusammen mit Belcher veröffentlichte er im Journal of Geophysical Research Aufsätze zur hydrodynamischen Instabilität der Heliopause (1998) und der Reaktion der Heliopause auf starke Sonnenwind-Fluktuationen (1999). Im Jahr 2000 wurde er zum Research Scientist befördert 
und arbeitete nun bei der Auswertung der Voyager-Daten mit John D. Richardson zusammen, der Belchers Nachfolge als Chefwissenschaftler für das Plasma-Spektrometer angetreten hatte.
Mit John Richardson arbeitet Wang Chi bis heute bei gemeinsam veröffentlichten Aufsätzen zusammen. Er hatte jedoch am MIT immer das Gefühl, als „ewiger Assistent“ primär die Ansätze seines Doktorvaters umsetzen zu müssen und nicht wirklich eigene Forschungen betreiben zu können.
Als er daher 2001 die Möglichkeit bekam, über das „Hundert-Talente-Programm“ (百人计划) der Chinesischen Akademie der Wissenschaften als Wissenschaftsrat im Rang eines Professors (研究员) an das Zentrum für Weltraumwissenschaften und angewandte Forschung zurückzukehren,
nahm er das Angebot an.

## Nationales Zentrum für Weltraumwissenschaften
Seit Dezember 2001 ist Wang Chi am Zentrum für Weltraumwissenschaften tätig.
2004 wurde er zum stellvertretenden Direktor befördert und gleichzeitig mit der Leitung des Schwerpunktlabors für Weltraumwetter betraut. Am 28. Dezember 2017 trat er die Nachfolge von Wu Ji als Direktor des am 7. Juli 2011 umbenannten „Nationalen Zentrums für Weltraumwissenschaften“ an.
In den ersten Jahren am Zentrum für Weltraumwissenschaften befasste sich Wang Chi primär mit Forschungen zum Sonnenwind und seinen Wechselwirkungen mit der irdischen Magnetosphäre, Dinge, die dann in das vom Zentrum gemeinsam mit der ESA durchgeführte Double-Star-Projekt eingingen.
2006 genehmigte die Staatliche Kommission für Entwicklung und Reform das Weltraumwetter-Beobachtungsprojekt „Meridian“ des Zentrums für Weltraumwissenschaften und weiterer Institutionen.
Wang Chi wurde zum Projektleiter (“子午工程”总师) ernannt.
Am 5. Januar 2008 war der Baubeginn für das Projekt. Mit einem Aufwand von 167 Millionen Yuan wurden in einer ersten Ausbaustufe entlang zweier sich kreuzender Linien auf etwa 120° östlicher Länge und 30° nördlicher Breite insgesamt 15 Beobachtungsstationen eingerichtet, eine davon bei der Höhenforschungsabteilung Hainan des Zentrums für Weltraumwissenschaften.
Neben eigenen Forschungen ist die Hauptaufgabe des Zentrums für Weltraumwissenschaften der Bau von wissenschaftlichen Nutzlasten für die chinesischen Forschungssatelliten und Tiefraumsonden. In seiner Eigenschaft als stellvertretender Direktor war Wang Chi für die Instrumente der Marssonde Yinghuo-1 zuständig (Wu Ji, der Direktor des Zentrums, war Chefwissenschaftler der Mission), für die Mondsonden Chang’e 4 und Chang’e 5 sowie für die Marssonde Tianwen-1. Außerdem ist er stellvertretender Projektleiter für den Dark Matter Particle Explorer (DAMPE) und der chinesische Chefwissenschaftler beim Solar Wind Magnetosphere Ionosphere Link Explorer (SMILE), einem geplanten Gemeinschaftsprojekt mit der ESA.

## Mondprogramm
Als im August 2022 das Personal für den 4. Schritt des Monderkundungsprogramms ernannt wurde, wurde Wang Chi Chefwissenschaftler für diese, die Sonden Chang’e 6, Chang’e 7 und Chang’e 8 umfassende Phase des Programms.
Für seine Amtszeit, die voraussichtlich bis 2030 dauern wird (danach gibt die Nationale Raumfahrtbehörde die Verantwortung für das Mondprogramm ab) setzte Wang Chi folgende Forschungsschwerpunkte:
- Ursprung von Erde und Mond
- Mondarchäologie[26]
- Erd- und Himmelsbeobachtung
- Weltraumwettervorhersage[10]

## Raumfahrtpolitik und Journalismus
Neben wissenschaftspolitischen Aktivitäten wie der Mitarbeit im Lenkungsausschuss der Internationalen Weltraumwetter-Initiative (ISWI) des Büros der Vereinten Nationen für Weltraumfragen (UNOOSA)
oder – als Vertreter der Nationalen Raumfahrtbehörde Chinas – dem Lenkungsausschuss der Arbeitsgruppe für internationales Zusammenleben mit einem Stern (ILWS)
ist Wang Chi auch stellvertretender Chefredakteur der von der Akademie der Wissenschaften herausgegebenen „Zeitschrift für Weltraumwissenschaften“ (空间科学学报)
und der der vom Ministerium für Industrie und Informationstechnik herausgegebenen „Zeitschrift für Tiefraumerkundung“ (深空探测学报).